# وليم ساتكليف
وليم ساتكليف (بالإنجليزية: William Sutcliffe)‏ (9 مارس 1971، لندن في المملكة المتحدة)؛ روائي بريطاني. درس في كلية ايمانويل، كامبريدج.